# Ночь
Ночь (срп. Ноћ) је трећа песма са албума Без названия руског музичара Николаја Носкова.

## О песми
После неуспеха групе "Москва" на крају 1982. године са првим и последњим албумом Н.Л.О., творац и лидер групе Давид Тухманов наставља по инерцији да званично води групу, али није укључен у организацију концерата и не нуди нове песме. До почетка 1984. Тухманов се умара од константне забране наступања групе (из политичких разлога) и потребе да је превазиђе, а већ и не држи у рукама судбину групе која се званично распала. Музичару и солисти групе Николају Носкову, са ким је написао готово све песме групе, и који је у то време већ почео да ради са ансамблом Поющие сердца (Певајуће срце), Тухманов предлаже да започне соло каријеру и за ту сврху му пише песму Ночь – базирану на фрагментима недовршене безимене поеме песника Владимира Мајаковског из 1930. (почео ју је писати 1928).
Године 1984. песма је снимљена у студију и приказана у емисији Музичка кутија. Пренос снимка гледао је и један од највећих званично признатих позоришних личности СССР-а, луткар Сергеj Образцов, који је након тога у листу "Совјетска култура" написао оштру критику о песми. На крају свог чланка, Образцов је написао: "Надам се да се ова песма никада више неће огласити", и као резултат песма Ноћ је потпуно забрањена. Тухманов се и након готово тридесет година присећа тога: "У новинама је била белешка у којој је писало – како то може бити, да се ови свети списи претворе у поп песму."
Током перестројке након распада Совјетског Савеза забрана на песму је престала, али Николај Носков запослен у својој првој групи Горки Парк, а такође и заузет песмама унутар своје соло каријере, ретко је на концертима изводио песму Ночь. Касније, враћа је у свој репертоар, и у 2012. години, 28 година након настанка песме Носков је први пут снима на његовом соло албуму Без названия. У 2013. години, песму Ночь Носков изводи у ТВ програму Имовина Републике. која је у потпуности била посвећена стваралаштву Давида Тухманова, укључујући и једанаест других нумера.